# Alexandra (Isla del Príncipe Eduardo)
Alexandra es un municipio rural canadiense situado en la provincia de Isla del Príncipe Eduardo.

## Superficie
Alexandra tiene una superficie de 10,35 km².

## Demografía
En 2021, tenía 252 habitantes, una densidad poblacional de 24,3 hab./km², y 97 viviendas.